# UNILAC
L'UNIversal Linear ACcelerator est un accélérateur linéaire universel. Développé à l’Université de Heidelberg, il a été construit au GSI à Darmstadt.